# Hackarevikens naturreservat
Hackareviken är ett naturreservat i Höreda socken i Eksjö kommun i Småland (Jönköpings län).
Reservatet omfattar 22 hektar och är med sin nuvarande omfattning skyddat sedan 2014. Det är beläget 10 km sydväst om Eksjö, 700 meter väster om sjön Södra Vixen. Ovanför naturreservat ligger Kulla backar med toppen 342 meter över havet, Höredas, Eksjö kommuns och en av Smålands högsta toppar.

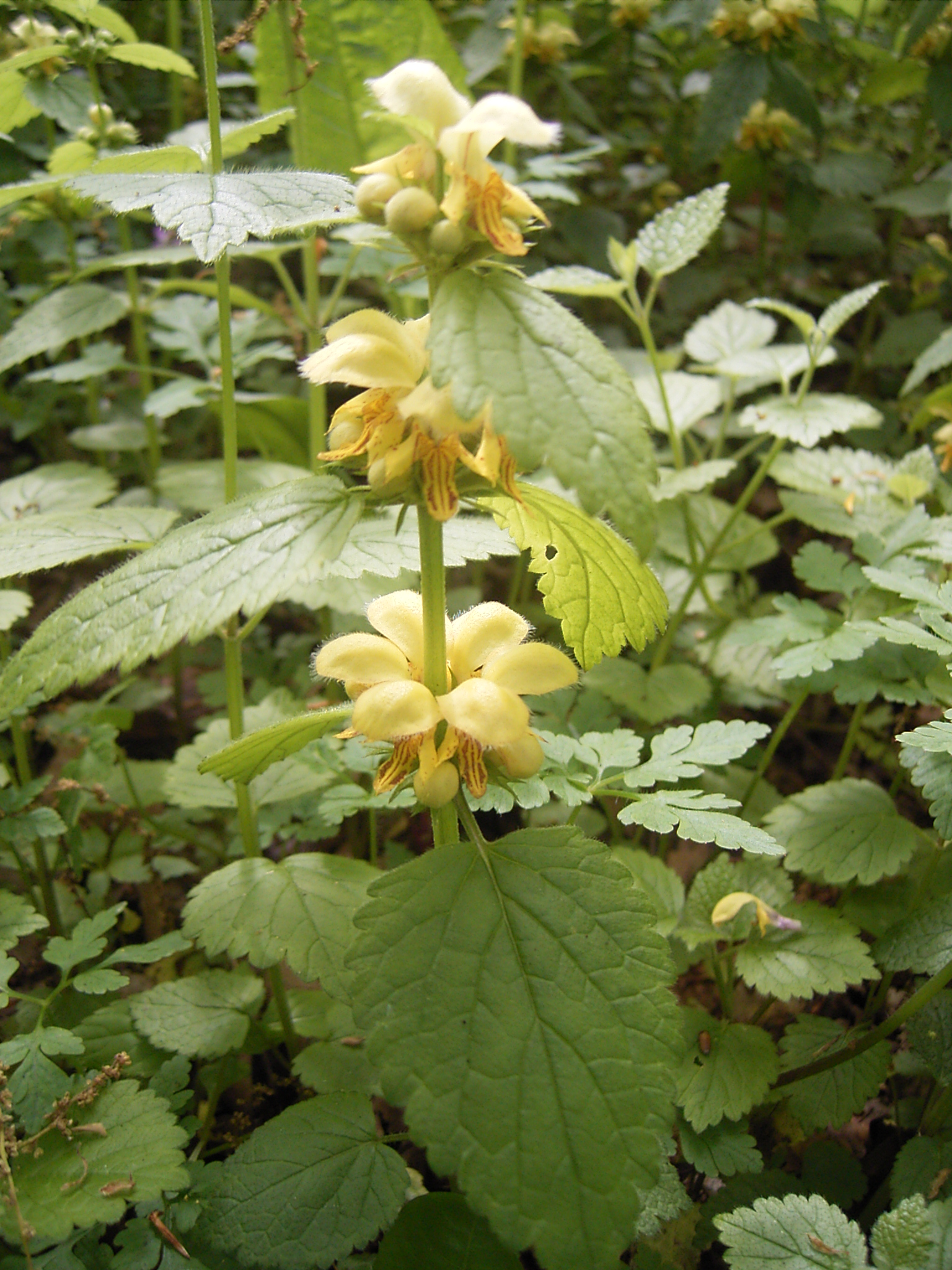
Gulplister förekommer i området.

Ett 1,2 hektar stort område fridlystes som naturminne redan 1956. Detta för dess blomsterprakt och för att skydda den ovanliga örten gulplister. År 2014 skapades ett betydligt större naturreservat med namnet Hackareviken. Området karaktäriseras av ett igenväxande odlingslandskap med förekomst av lämningar som stenmurar, odlingsrösen och torplämningar. Där finns även lövängsrester med hassellundar och grova ädellövträd. Naturreservatet innefattar skogen öster om gården Älgstorp i norr till infartsvägen till Kulla i söder. Det lummiga och småkuperade området genomkorsas av Hackareviksbäcken, den gamla landsvägen och Höglandsleden.
Marken är näringsrik och det finns örter som gulsippa, blåsippa, rödblära, tandrot och tvåblad. Gulplister som är  vanlig i Skånes bokskogar, finns som en raritet i området. I övrigt finns rikligt med död ved och många sällsynta arter av lavar, mossor och fåglar.